# Vlam

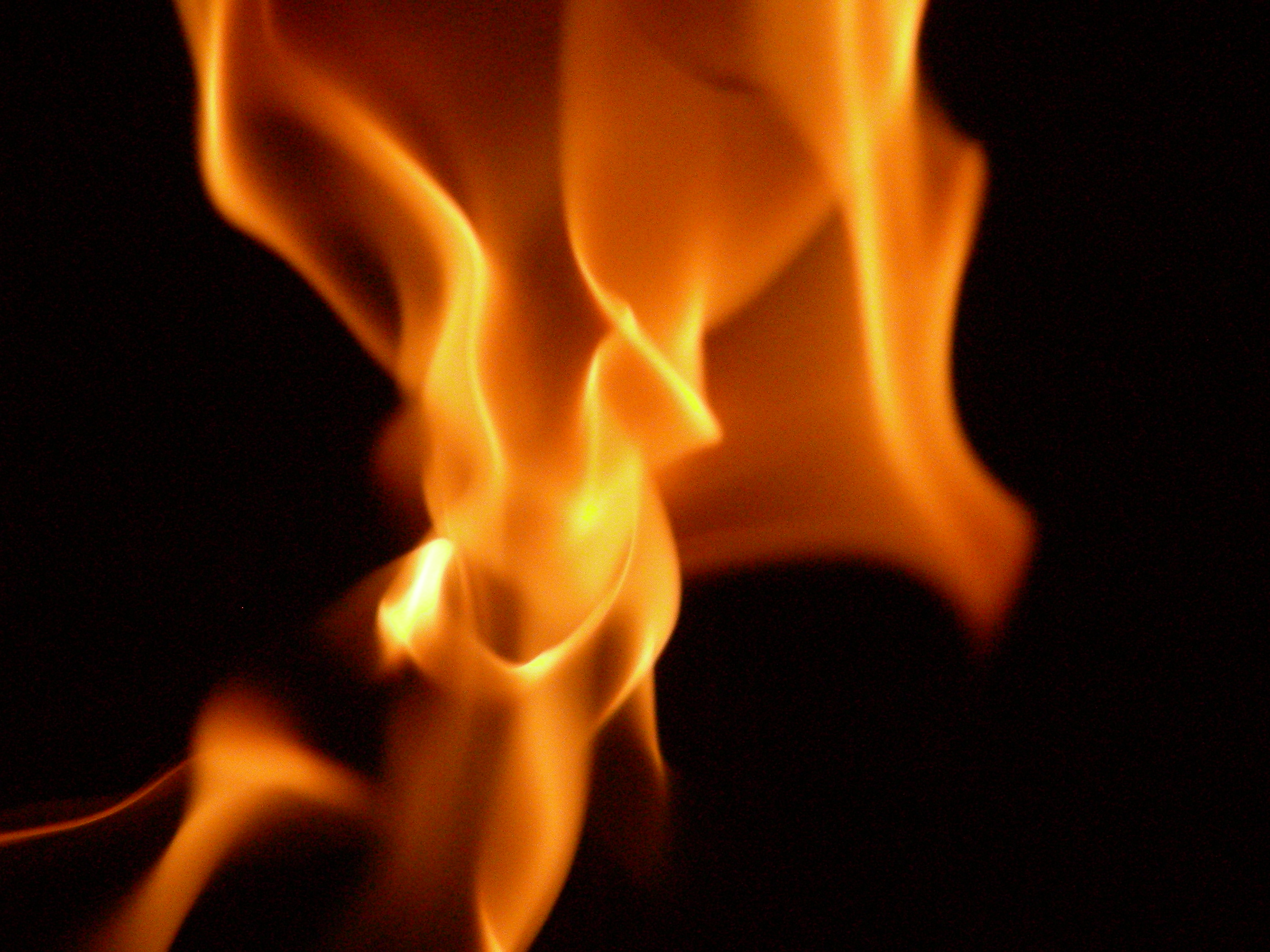
Vlammen van houtskool

Een vlam is de kleinste vorm van vuur, een brandende kaars is daar een goed voorbeeld van. Als een vlam zich vermenigvuldigt en het begint te flakkeren, dan is er sprake van vuur. Een vlam ontstaat doordat door verhitting gassen ontstaan, die vervolgens verbranden. Bij het verbranden van hout is dit onder andere houtgas.

## Temperatuur
De temperatuur van een vlam varieert, meestal is dat tussen de 300° en (bijvoorbeeld bij een autogeenbrander) 3100° Celsius. 
Als materie zo heet wordt dat het begint te gloeien, dan ontstaan er gassen die vervolgens kunnen oxideren.

## Kleur

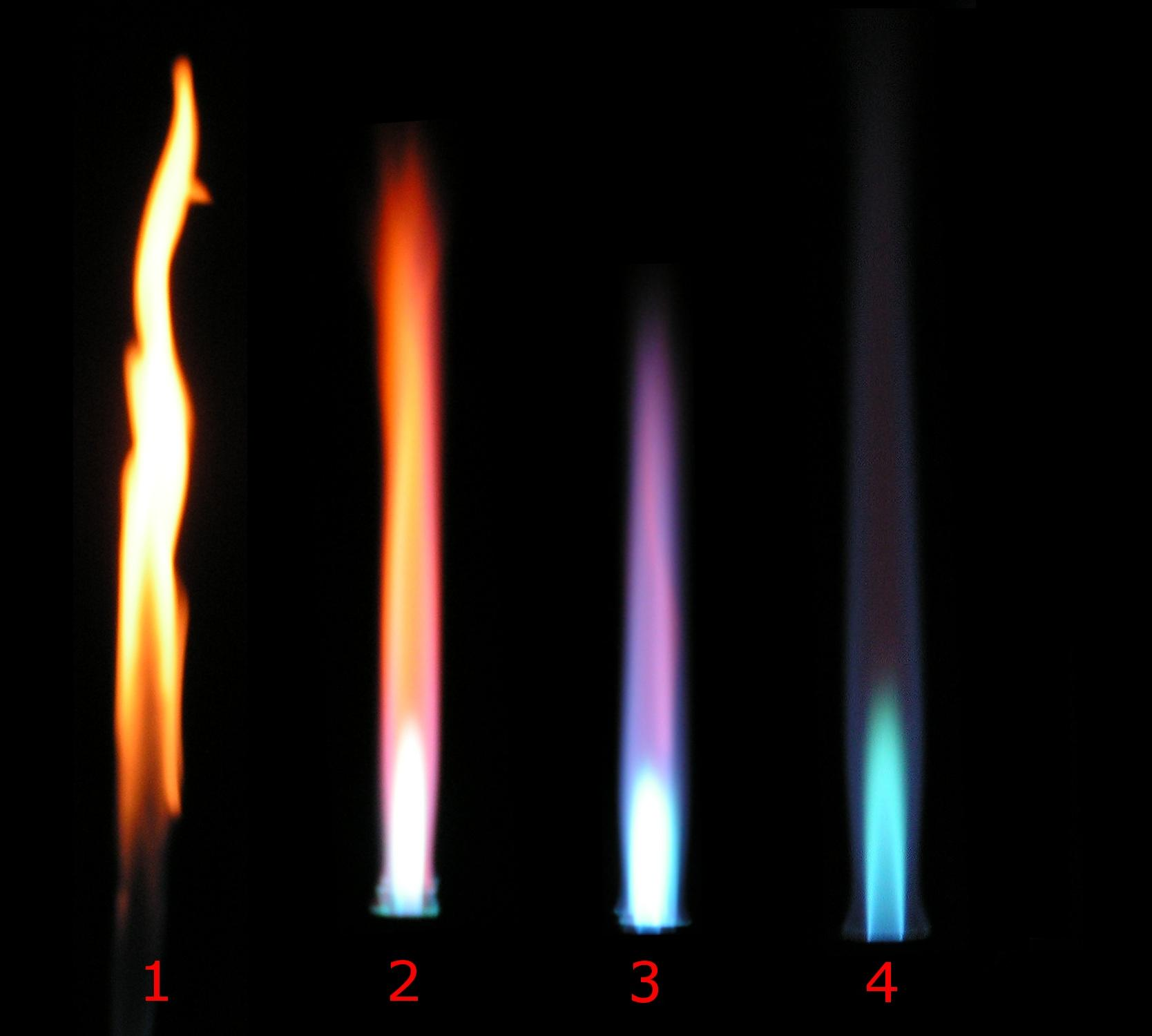
Verschillende vlamtypes van een Bunsenbrander, afhankelijk van de zuurstoftoevoer. De linkervlam heeft geen zuurstof in het aangevoerde gas en de vlam bevat veel roetdeeltjes doordat zuurstof via diffusie aangevoerd moet worden. Dit resulteert in een gele kleur veroorzaakt door de gloeiende roetdeeltjes. De rechtervlam is volledig verzadigd met zuurstof en er wordt geen roet gevormd. De vlamkleur wordt veroorzaakt door moleculaire radicalen met name CH en C2 (Moleculair spectrum) De purperen kleur is een fotografisch artefact.

De kleur van een vlam wordt hoofdzakelijk bepaald door twee factoren. Ten eerste kunnen zeer fijne roetdeeltjes de vlam rood, oranje, geel of zelfs wit kleuren. Dit komt doordat de roetdeeltjes door de hitte licht uitstralen (zwarte straler). Een rode, gele of oranje vlam komt door een lage temperatuur, een blauwe of witte vlam wordt veroorzaakt door een hogere temperatuur.
Ten tweede wordt de vlam gekleurd door aangeslagen (energierijke) radicalen. Wanneer deze aangeslagen radicalen terugvallen in hun normale toestand, komt de energie vrij in de vorm van licht. Meestal is dit lichtblauw van kleur, maar diverse ionen kunnen licht van een andere kleur uitzenden.
De roetdeeltjes stralen veel feller licht uit dan de radicalen. Daarom is het blauwe schijnsel alleen te zien in delen van de vlam waar er vrijwel geen roet aanwezig is. Een kaarsvlam straalt om die reden aan de onderkant, waar vrijwel geen roet in de vlam zit, een blauwig schijnsel uit, en daarboven een feller wit, geel en oranje licht.
Bij vuur zien we vaak de kleur bruin ontstaan door absorptie van het licht door het roet in de omringende lucht.

## Metallische kleuren

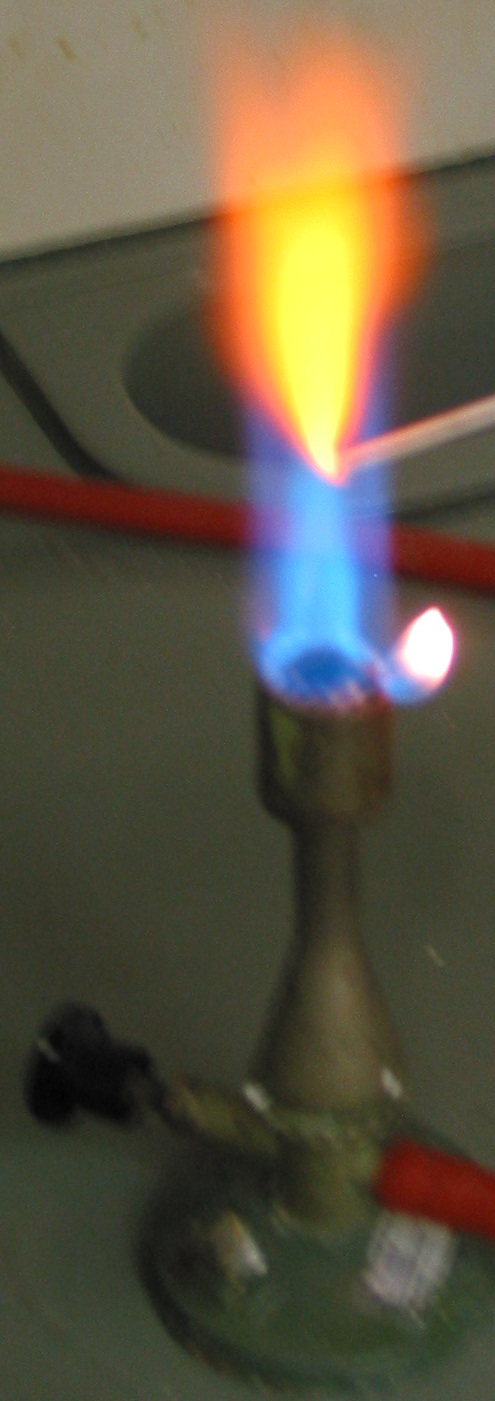
Calcium

Naast deze kleuren kunnen er ook spectrale kleuren uitgezonden door aanwezige of toegevoegde metalen.
Zo geeft strontium een rode vlam en natrium een lichtgele vlam, barium geeft meestal een lichtgroene vlam en kalium een lichtpaarse vlam.
Deze vlamtests worden gebruikt om de stoffen te identificeren en heet atomaire-emissiespectrometrie, een scheikundige analyse. Aan het soort kleureneffect kan men zien welk metaal het is, met andere woorden het kan geïdentificeerd worden. Deze kleureneffecten worden ook toegepast bij het maken van vuurwerk